# 람베르트 정적방위도법

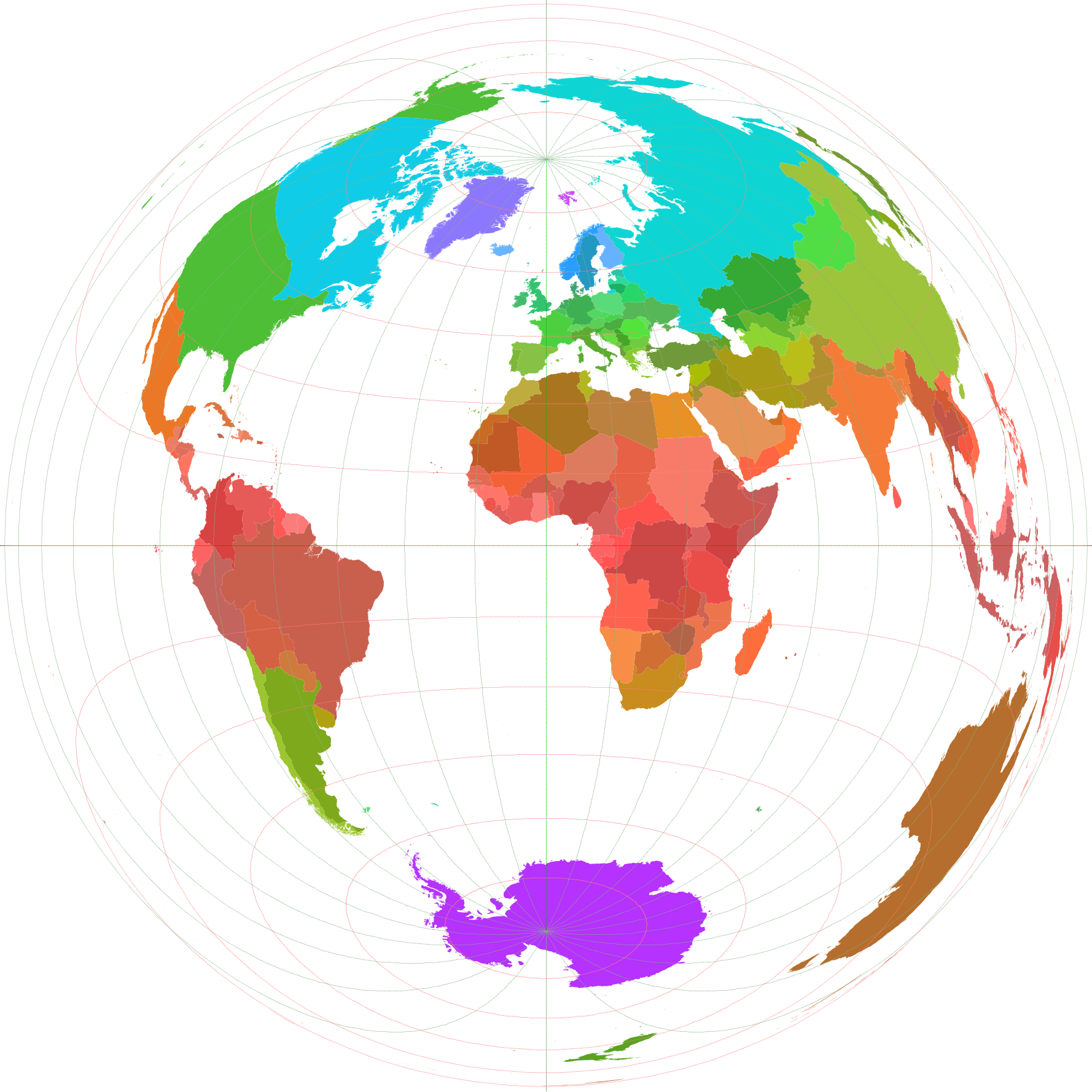

람베르트 정적방위도법(Rambert 正積方位圖法)은 1772년 독일 사람 요한 하인리히 람베르트가 고안한 것이다. 앞에 설명한 방위도법과 공통적인 특색을 지니고 있으며, 면적도 바르게 표시되므로 정적도법의 일종인 셈이다. 람베르트 정적 방위도법의 정축법에서는 경선이 극에서 방사하는 직선, 위선은 극을 중심으로 하는 동심원을 이루지만 위선과 위선의 간격은 극에서 멀어질수록 작아진다. 길이는 경선상에서는 축소, 위선상에서는 확대되어 있다.

## 같이 보기
- 정거 방위 도법
- 함메르 도법